# Knock Knock (film, 1940)
Pour les articles homonymes, voir Knock Knock.
Knock Knock est un cartoon de 1940 produit par Walter Lantz, faisant partie de la série des Andy Panda. Woody Woodpecker, le pivert fou, y fait sa première apparition. Il est diffusé par Universal Pictures le 25 novembre 1940.

## Résumé
Woody Woodpecker harcèle deux pandas, Andy Panda et son père, Papa Panda, apparemment juste pour le plaisir.
Dans la maison des deux pandas, Andy demande à son père s'il est possible d'attraper un oiseau en lui jetant du sel sur la queue (en fait, une métaphore de chasseur pour dire : tirer sur un oiseau avec du plomb ou du gros sel). Le père, occupé, demande qu'il ne le dérange pas avec sa question. Il croit entendre alors un « toc toc » à la porte. Il ouvre la porte, mais ne trouve personne. Il découvre que c'est un pivert (Woody Woodpecker) qui faisait ce bruit en tapant du bec sur le toit. Le Panda tente de le tuer avec son fusil, mais n'y arrive pas et le pivert lui rit au nez. Son fils essaye de l'aider. Mais Woody continue à les harceler.     
Andy tente alors de saupoudrer du sel à l'aide d'une salière sur la queue de Woody dans la conviction qu'il l'attrapera ainsi. Contre toute attente, cela fonctionne mais parce que, dans le dessin animé, le poids du sel empêche l'oiseau de prendre la fuite.
Le cartoon se conclut sur une séquence où deux ambulanciers viennent prendre Woody Woodpecker avec eux, et où on découvre que ces ambulanciers sont encore plus fous que le pivert.

## Fiche technique
Source : IMDb
- Titre original : Knock Knock
- Réalisation : Walter Lantz et Alex Lovy (non crédités)
- Scénario : Lowell Elliot et Ben Hardaway
- Montage : David Lurie
- Musique : Frank Marsales
- Production : David H. DePatie
- Société de production : Walter Lantz Productions
- Sociétés de distribution : 
  - États-Unis : Universal Pictures : 1940 (cinéma)
  - Royaume-Uni : General Film Distributors : 1943  (cinéma)
  - États-Unis : MCA Videocassette : 1982 (VHS)
  - États-Unis : Universal Pictures Home Entertainment (UPHE) : 2007 (DVD)
- Pays de production : États-Unis
- Format : couleur (Technicolor) - 35 mm - son mono - rapport de forme 1,37 : 1
- Genre : court métrage (dessin animé) de comédie
- Langue : anglais
- Durée : 7 minutes
- Dates de sortie :
  - États-Unis : 19 novembre 1940 ;  21 novembre 1986 (nouvelle sortie)
  - Danemark :  30 novembre 1953

### Animation
Animateurs :
- Alex Lovy (aussi concepteur des personnages, non crédité)
- Frank Tipper

Animateurs ne figurant pas au générique :
- George Dane
- Ray Fahringer
- Laverne Harding
- Les Kline
- Ed Kiechle (décors)

## Distribution
Source : IMDb
Voix originales (non créditées) :
- Mel Blanc : Papa Panda, Woody Woodpecker, les deux pics du sanatorium
- Sara Berner : Andy Panda
- Bernice Hansen : diverses voix